# Norina Lindenstruth
Norina Lindenstruth (* 22. November 1999) ist eine Schweizer Unihockeyspielerin, welche beim Nationalliga-A-Verein UHC Kloten-Dietlikon Jets unter Vertrag steht.

## Karriere

### Verein
Lindenstruth durchlief den Nachwuchs vom UHC Herisau und wechselte später in die Juniorenabteilung der Red Lions Frauenfeld, so wie 2016 erstmals für die erste Mannschaft debütierte.
2020 wechselte Lindenstruth zum Ligakonkurrenten UHC Kloten-Dietlikon Jets.

### Nationalmannschaft
2017 debütierte für die U19-Unihockeynationalmannschaft und nahm mit ihr an der Euro Floorball Tour teil. Die Stürmerin konnte allerdings nicht mit Skorerpunkte auf sich aufmerksam machen und wurden anschliessend nicht mehr aufgeboten.